# 南京大学仙林校区
32°06′54″N 118°57′18″E / 32.115°N 118.955°E
南京大學仙林校區是南京大学于2012年开始使用的主校区，位于南京市东北部栖霞区仙林大道163号，九乡河路以東一带。

## 历史
南大2006年正式籌建仙林校區。根據校方計劃，仙林校區為學校主校區。仙林校區一期于2009年建成，全校大部分本科生在當年9月份入學時迁入该校区。南大仙林校区原说占地7000亩，后因故搁置，目前先期征地3000亩，其中一期工程建设用地约1000亩。

## 地理位置
南大仙林校區所在的仙林大学城位于南京城外東北方向，長江南岸不遠處，北望棲霞山，東臨寶華山，西接紫金山，分布著南師大、南財大、南郵大、南中醫、南理工等校。南京地铁2号线在棲霞仙林設有南大仙林校区站。
仙林校区和鼓楼校区相距18公里。

## 标志性建筑

### 二源广场
校区内部以二源广场为中心广场，该广场建设于南京大学110周年校庆时，取义国立中央大学、金陵大学两个源头。

### 杜厦图书馆
杜厦图书馆由南京大学校友、天津家世界商业有限公司董事长杜厦捐资建设，并以其名字命名。

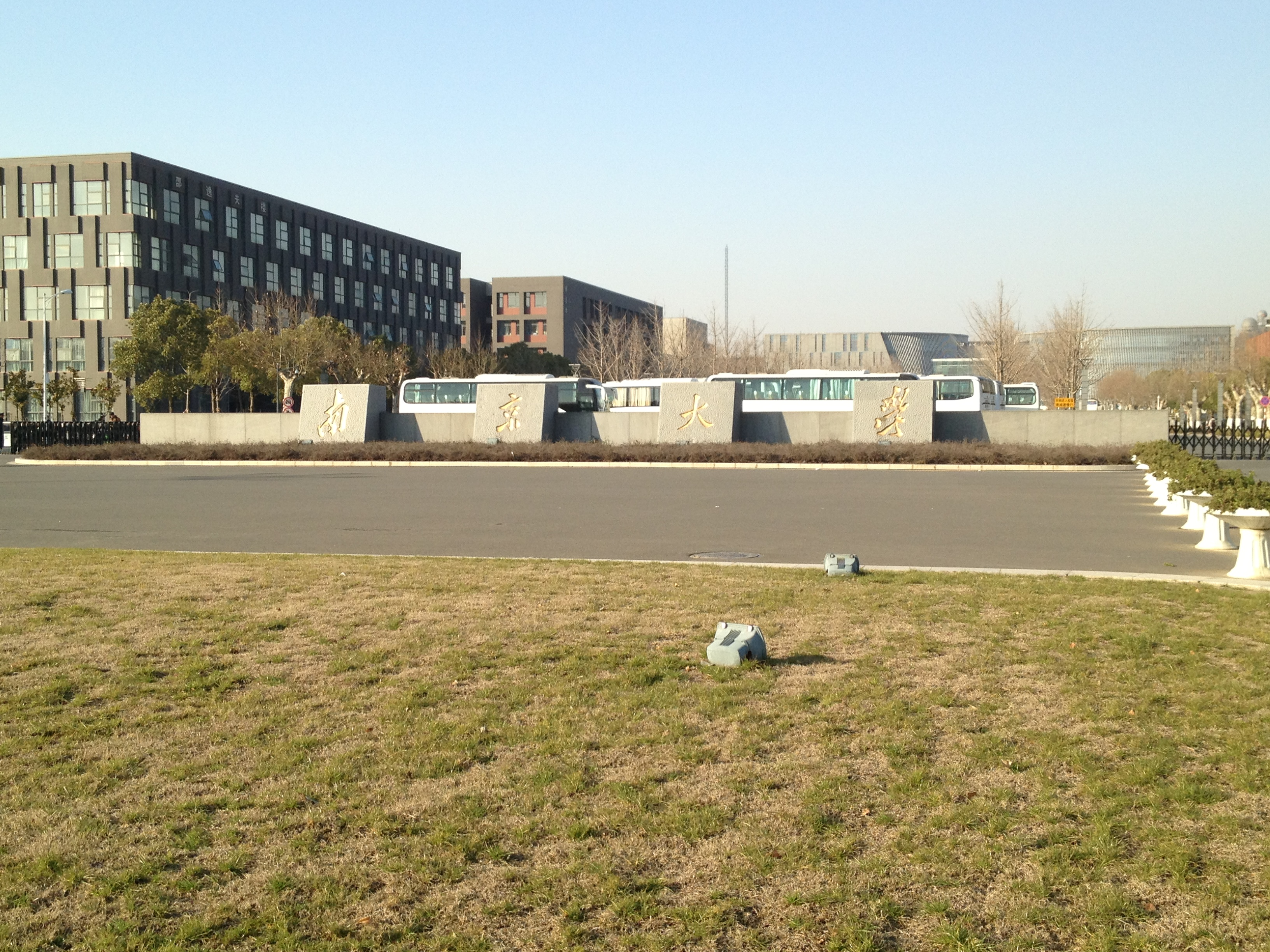
正门
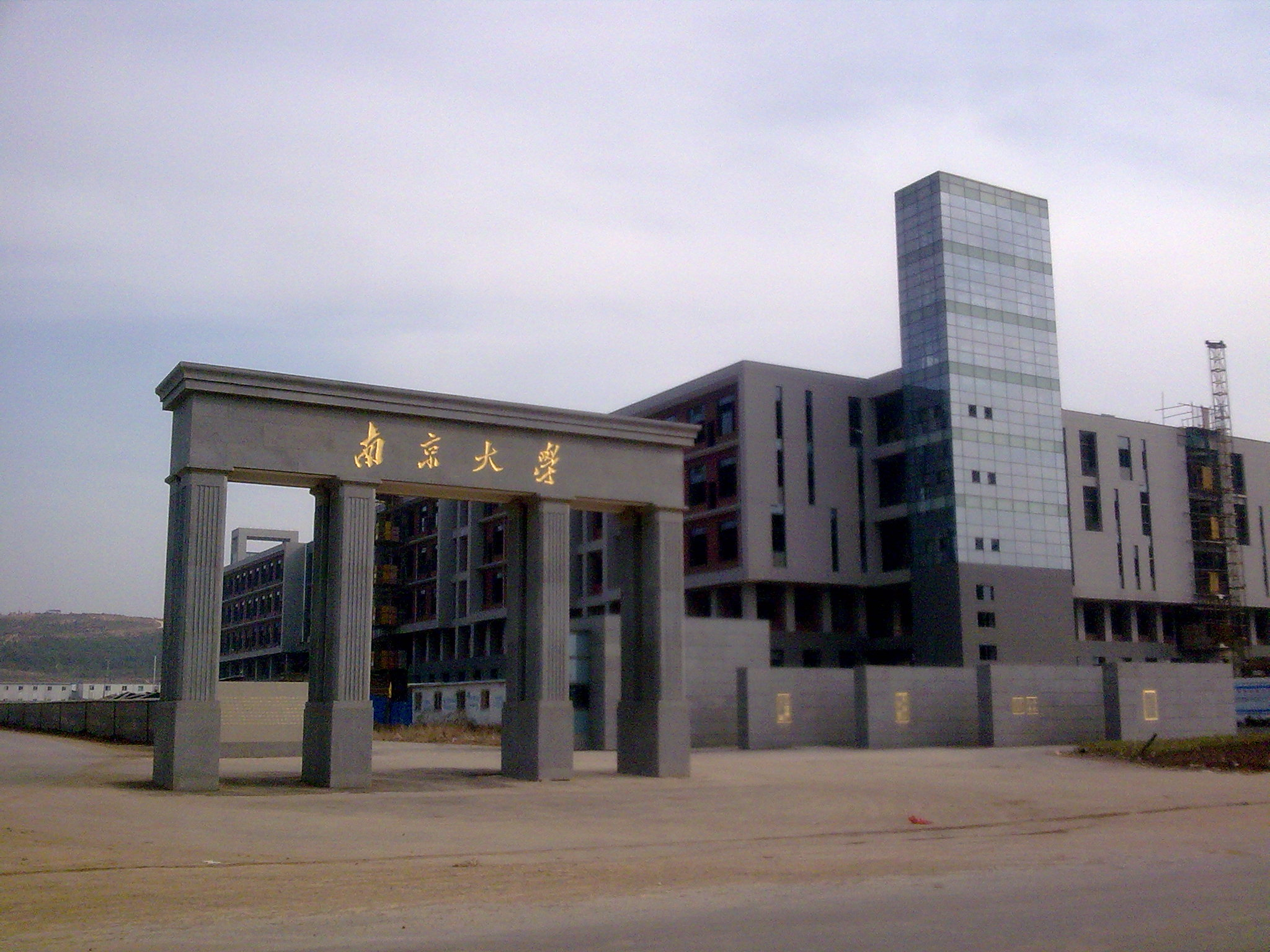
西门
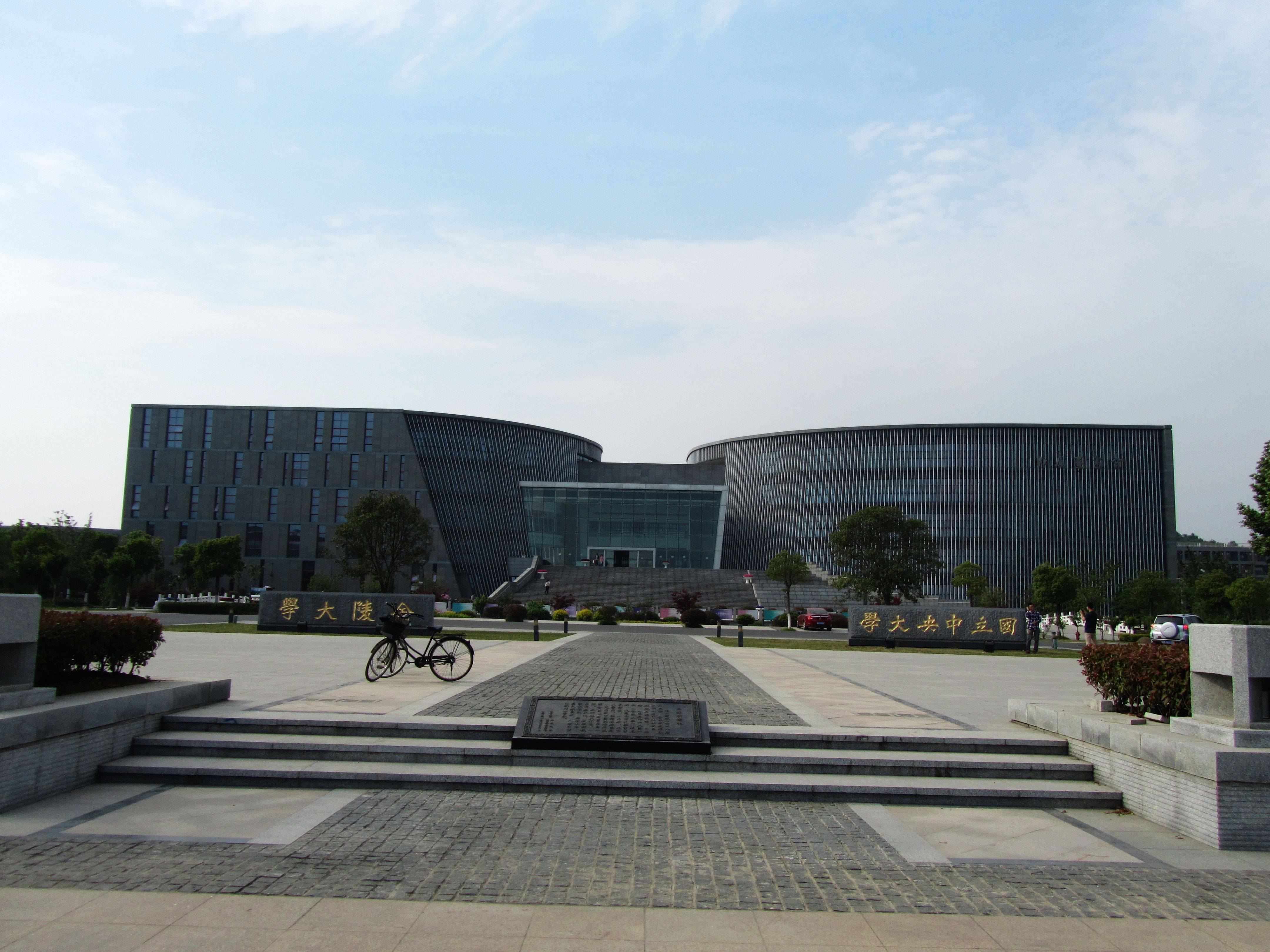
二源广场及杜厦图书馆
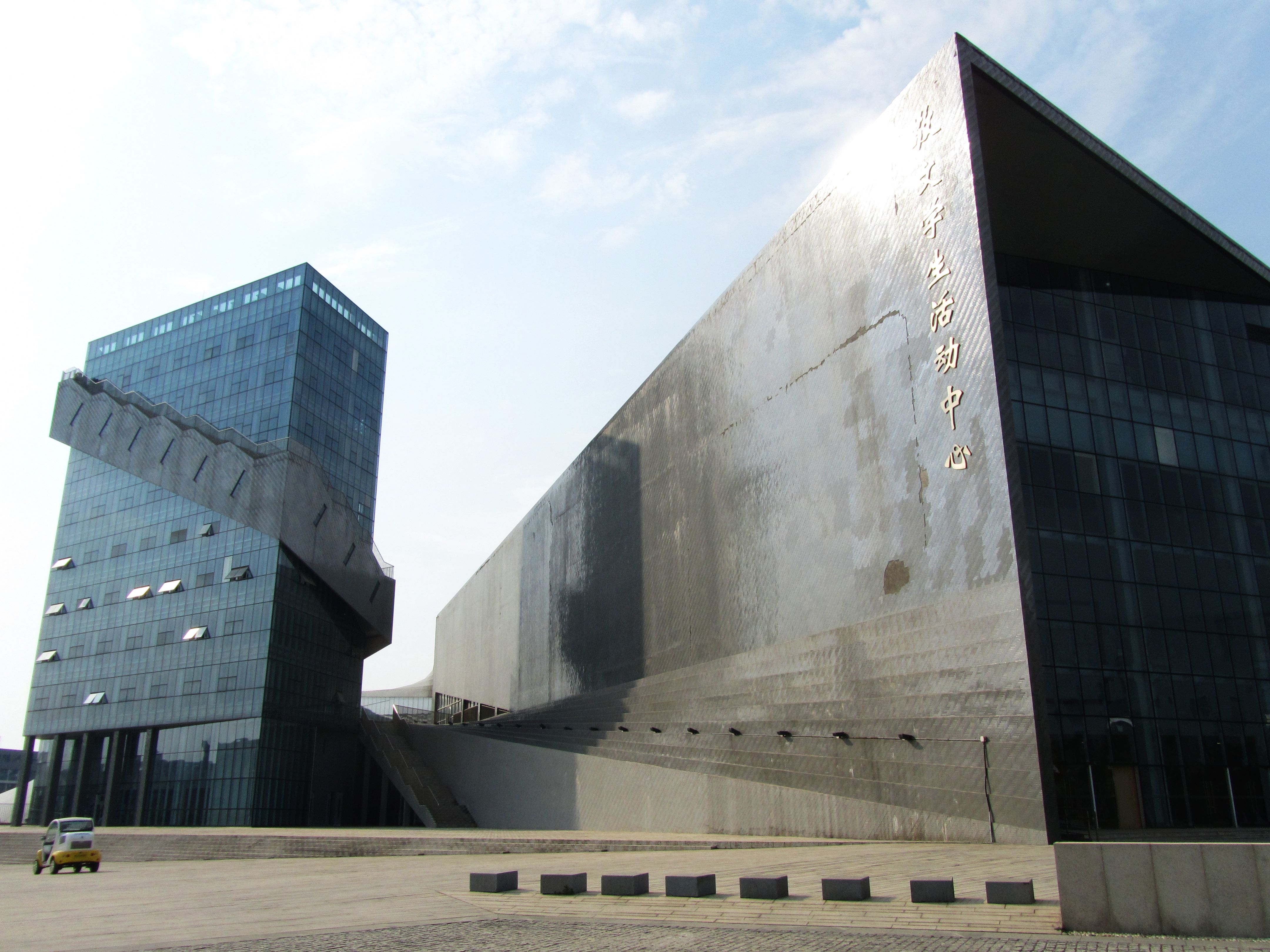
敬文学生活动中心
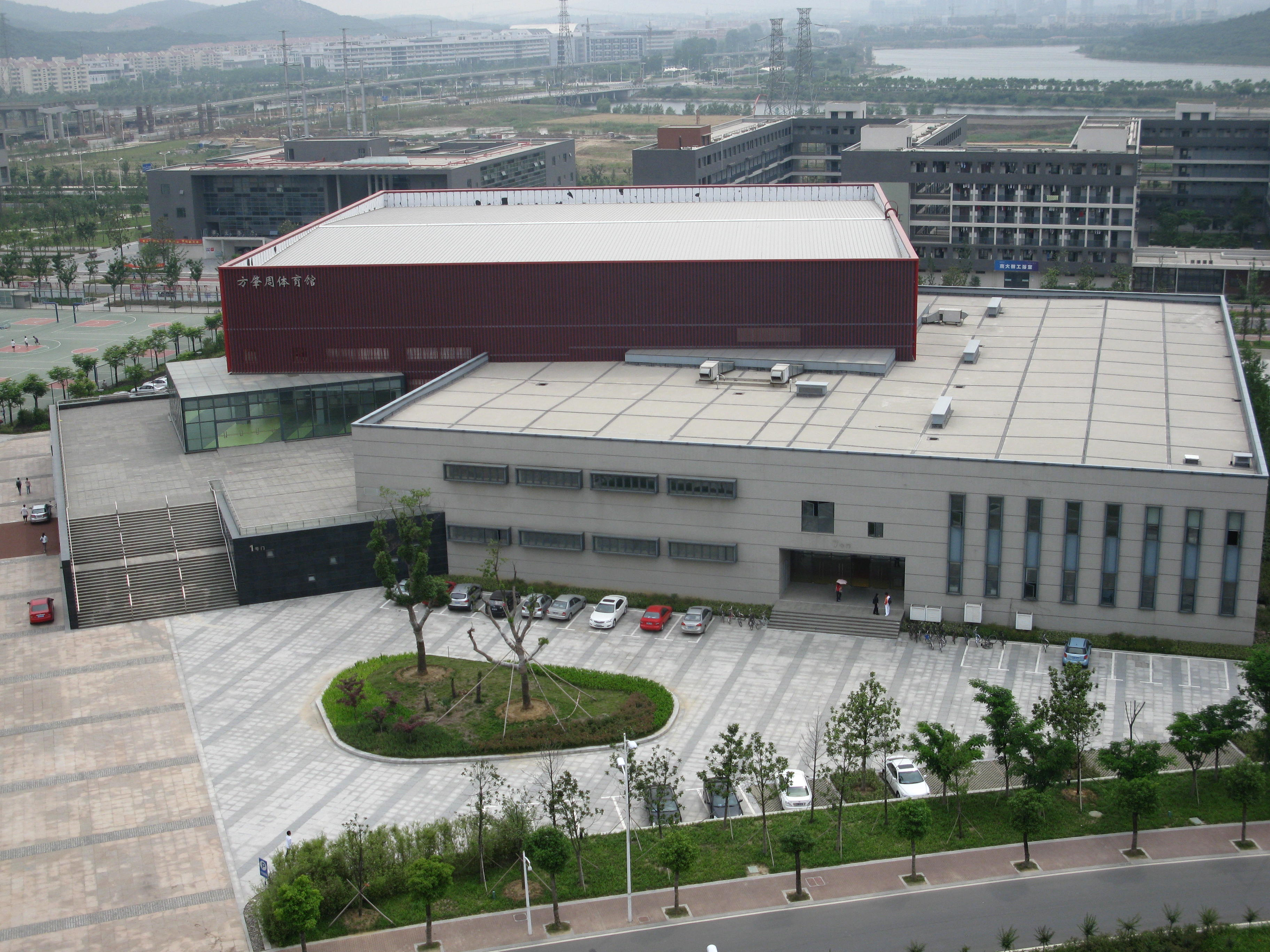
方肇周体育馆
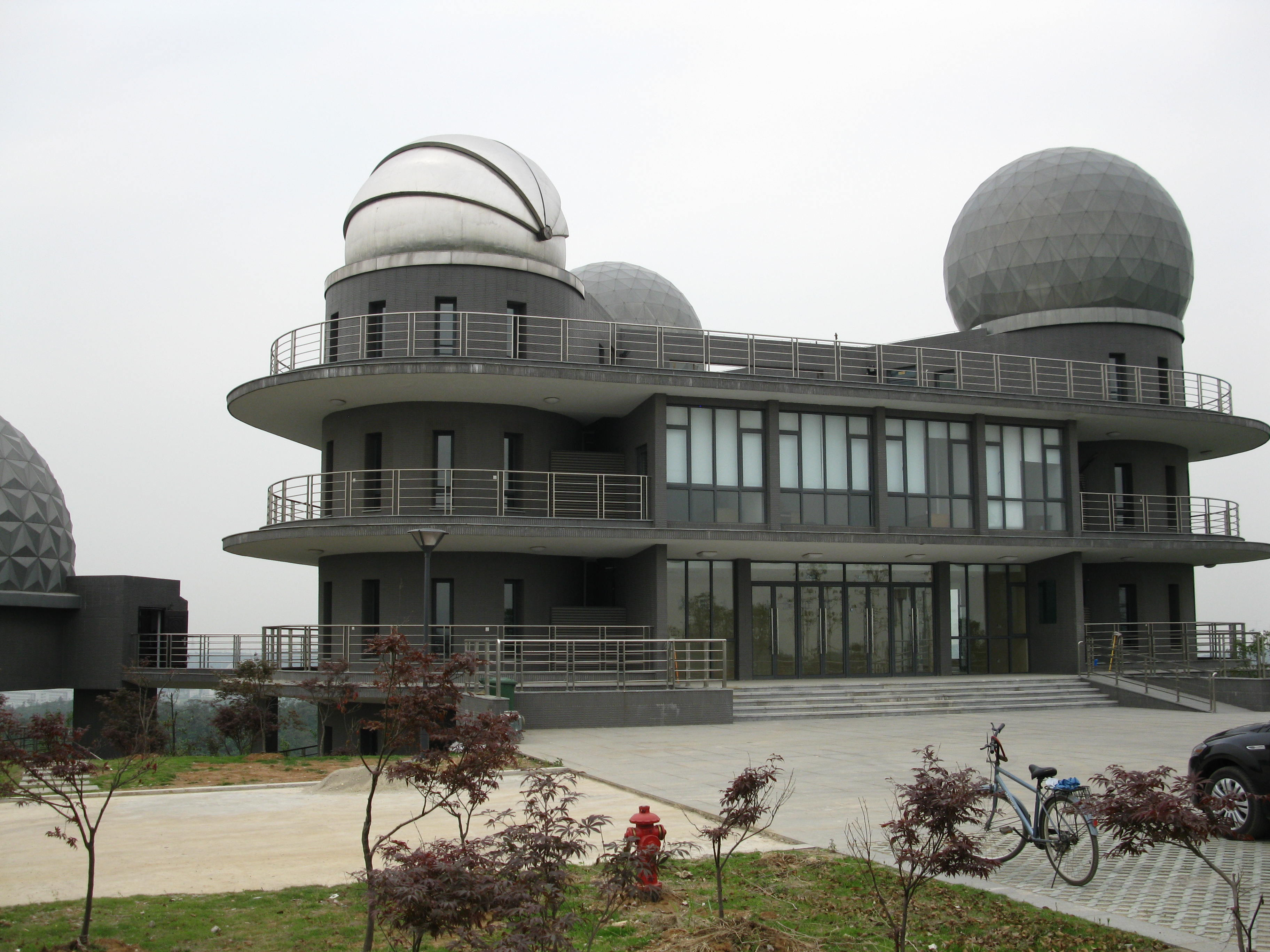
左涤江天文台
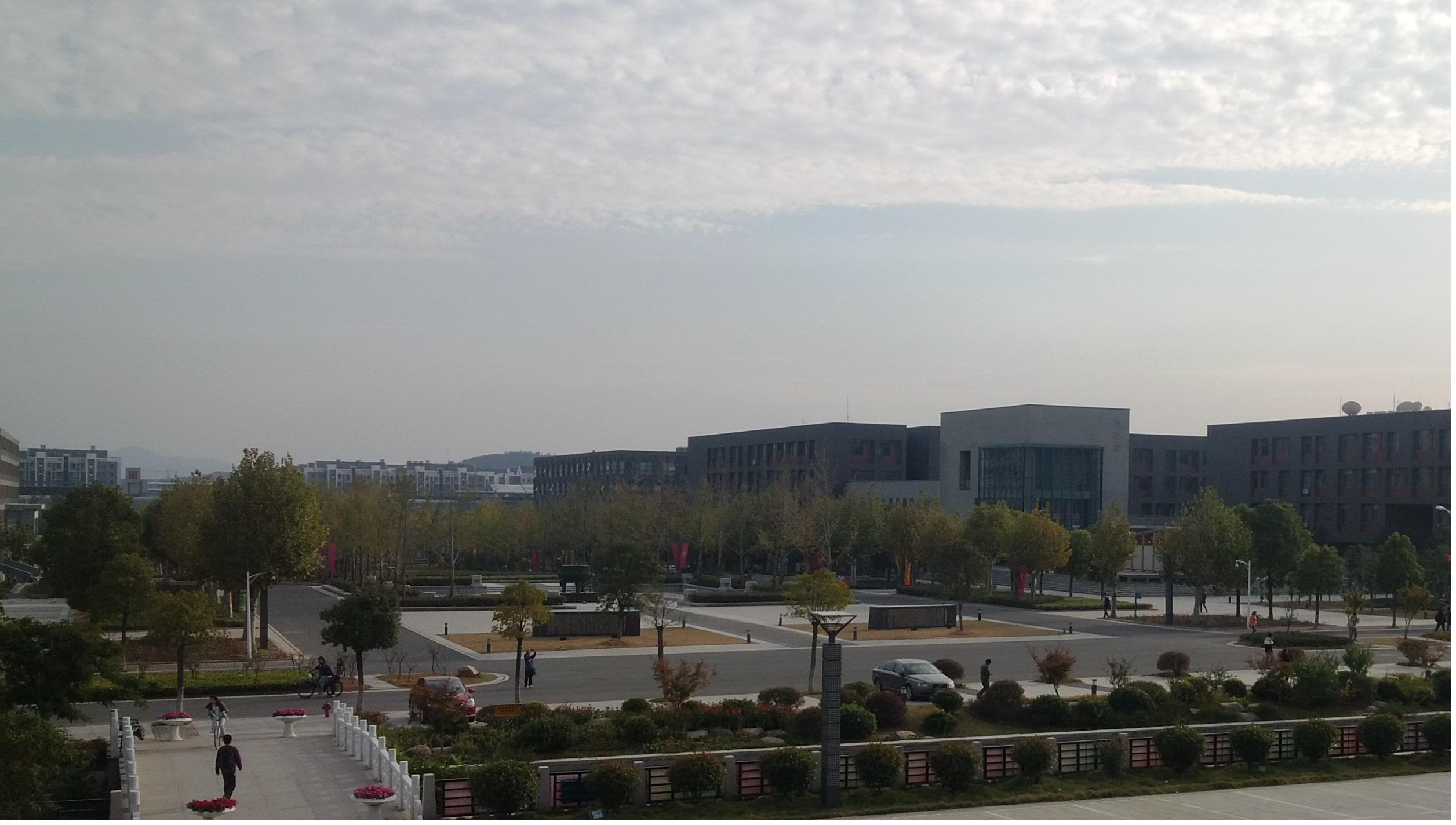
另一个角度的二源广场